# 非红海葵
非红海葵（学名：Adamsia sp.）为链索海葵科非红海葵属的动物，俗名疣海葵。分布于法国、挪威向南以及中国东海等海域。